# فرودگاه والتریو فیلد
 فرودگاه والتریو فیلد (به انگلیسی: Walterio Field)  یک فرودگاه    است . این فرودگاه در  کشور جمهوری دومینیکن قرار دارد و در ارتفاع ۲۶ متری از سطح دریا واقع شده است.